# 22e cérémonie des prix Génie
La 23e cérémonie des Prix Génie s'est déroulé le 7 février 2002 pour récompenser les films sortis en 2001. La soirée a été animée par Brian Linehan (en).

## Palmarès
Le vainqueur de chaque catégorie est indiqué en gras

### Meilleur film
- Atanarjuat, Norman Cohn, Zacharias Kunuk, Germaine Wong et Paul Apak Angilirq, producteurs
- Eisenstein, Martin Paul-Hus et Regine Schmid, producteurs
- The War Bride, Douglas Berquist et Alistair Maclean-Clark, producteurs
- Treed Murray, Helen du Toit, producteurs
- Un crabe dans la tête, Luc Déry et Joseph Hillel, producteurs

### Meilleur acteur
- Brendan Fletcher, The Law of Enclosures
- Zachary Bennett, Desire
- Zinedine Soualem, L'Ange de goudron
- Peter Outerbridge, Marine Life
- Chris Owens, The Uncles
- David La Haye, Un crabe dans la tête

### Meilleur acteur dans un second rôle
- Vincent Gale, Last Wedding
- Michel Forget, La Femme qui boit
- Tom Scholte, Last Wedding
- Julian Richings, The Claim
- Loren Dean, The War Bride

### Meilleure actrice
- Élise Guilbault, La Femme qui boit
- Katja Riemann, Desire
- Jillian Fargey, Protection
- Sarah Polley, The Law of Enclosures
- Anna Friel, The War Bride

### Meilleure actrice dans un second rôle
- Molly Parker, Last Wedding
- Marya Delver, Last Wedding
- Mimi Kuzyk, Lost et Delirious
- Brenda Fricker, The War Bride
- Molly Parker, The War Bride

### Meilleur réalisateur
- Zacharias Kunuk, Atanarjuat
- Renny Bartlett, Eisenstein
- Bernard Émond, La Femme qui boit
- Denis Chouinard, L'Ange de goudron
- William Phillips, Treed Murray

### Meilleur documentaire
- Paul Cowan : Westray

### Meilleur court métrage d'animation
- Le Garçon qui a vu l’iceberg (en), Marcy Page (en), Paul Driessen
  - Aria, Marcel Jean, David Reiss-Andersen (no), Pjotr Sapegin (no)
  - Tombé du ciel (en), Jennifer Torrance, Cordell Barker (en)